# Trans-Kalahari Railway
Trans-Kalahari Railway (TKR; deutsch Trans-Kalahari-Eisenbahn, in Namibia auch Ostbahn; Arbeitsbezeichnung: TransKalahari Railway Line Development) ist ein Eisenbahnbauprojekt, das im Jahr 2014 zwischen den Staaten Botswana und Namibia zur Errichtung einer Heavy-Haul-Gleisstrecke vertraglich vereinbart wurde.
Bereits 1898 brachte Cecil Rhodes erste Pläne zum Bau einer Eisenbahnstrecke von der nordnamibischen Küste bis zur Ostküste Afrikas am Indik ins Gespräch.

## Projektbeschreibung
Für den Bau der Eisenbahnstrecke sind drei Jahre veranschlagt. Die 1477 Kilometer lange Streckenführung führt den ersten Planungen nach durch das semiaride Gebiet der Kalahari mit sandigen Savannenlandschaften. Von Mmamabula aus durch sechs botswanische Kohleabbaugebiete soll der Streckenneubau in Richtung Westen vorangetrieben werden, dabei die Grenze beider Staaten überschreiten und auf namibischer Seite bei Gobabis in das dort vorhandene Schienennetz eingebunden werden. Mit dem Anschluss in Gobabis verbindet sich auch ein Ausbau der bestehenden TransNamib-Strecke über Windhoek bis zum Hafen Walvis Bay an der Atlantikküste. Die Strecke sollte ursprünglich bis 2019 (Stand 2014) fertiggestellt sein. Mit Stand März 2018 hatte der Bau noch nicht begonnen.
Die künftige Schienenverbindung soll ein Pendant zu der bereits existierenden Straßenverbindung (Trans-Kalahari Corridor) sein. Für ihren Bau sind 9,2 bis 15 Milliarden US-Dollar veranschlagt, die mittels privater Geldgeber aufgebracht werden sollen.

### Zweck
Botswana beabsichtigt, den Export von mineralischen Rohstoffen auszuweiten. Im Zentrum dieser Bestrebungen steht der Transport von Kohle aus dem Mmamabula-Kohlerevier zum Hafen Walvis Bay in Namibia. Hier verfügt Botswana bereits über einen Trockenhafen. Zu den potenziellen ausländischen Abnehmern unter Nutzung dieses Eisenbahnprojekts zählen Namibia, Indien und China. Nach Einschätzung aus Kreisen der Botswana Chamber of Mines gäbe es von den asiatischen Interessenten einen erklärten Bedarf von 200 Milliarden Tonnen Kohle.

### Vertragsabschluss
Die bilaterale Vereinbarung wurde auf Bird Island von Tom Alweendo, Generaldirektor der Namibia National Planning Commission, und vom botswanischen Minister of minerals, energy and water, Onkokame Kitso Mokaila, unterzeichnet. Mit den Projektarbeiten wurde im Februar 2015 begonnen. Als Projektbeteiligter bei den Machbarkeitsuntersuchungen tritt das australische Ingenieurbüro Aurecon auf, das bereits für das Projekt Swazilink tätig war. Die Effizienz des Eisenbahnbauprojektes und seiner langfristigen wirtschaftlichen Sicherheit ist ferner noch von der Nutzbarkeit der Kupferlagerstätten im Nordwesten Botswanas und der Manganerzvorkommen im Süden des Landes abhängig.
Die botswanische Bergbaukammer sieht den Zeitrahmen für den Bau der Strecke jedoch kritisch und vertrat in der Vorprüfungsphase die Auffassung, dass die Kohleexporteure darauf nicht warten können, und verwies auf die bereits bestehenden Transport- und Verladekapazitäten via Südafrika und Mosambik im Hafen Richards Bay (Glencore Xstrata, BHP Billiton) und Hafen Maputo (Grindrod). Interesse am Kohlebergbau in Botswana zeigten Jindal Steel and Power (Indien), Shumba Coal Ltd., Hodges Resources Ltd., Walkabout Resources Ltd., African Energy Resources Ltd. und Minergy Ltd.

### Projektstand
Mit Stand März 2018 hatte noch keine weitere Planung des Projektes begonnen. Im September 2019 kündigten die Vertragsstaaten den Aufbau eines Managementbüros an. Anfang 2020 wurde von Experten unter Aufsicht des Entwicklungsprogramms der Afrikanischen Union auch die Möglichkeit einer Hochgeschwindigkeitsstrecke von Walvis Bay über Windhoek, Gaborone und Pretoria nach Johannesburg, im Rahmen des African Integrated High Speed Railway Network, diskutiert.
Zuletzt im Dezember 2022 versicherten die zuständigen Minister aus Botswana und Namibia, dass die Eisenbahnstrecke schnellstmöglich gebaut werden soll. Der Baubeginn wurde im September 2023 mit Januar 2025 angegeben. Erst zwei Monate später wurde der Auftrag für eine Machbarkeitsstudie vergeben, die knapp zwei Jahre in Anspruch nehmen soll.